# 吴瑞山
吴瑞山（1913年5月10日—2012年10月24日），中国人民解放军将领、中国人民解放军开国少将。
曾任中国人民志愿军54军副军长。1955年，授予中国人民解放军少将。